# Gloeocoryneum angamosense
Gloeocoryneum angamosense är en svampart som beskrevs av Matsush. 1995. Gloeocoryneum angamosense ingår i släktet Gloeocoryneum, divisionen sporsäcksvampar och riket svampar.   Inga underarter finns listade i Catalogue of Life.